# Ballando con le stelle
Ballando con le stelle est une émission de télé-réalité centrée sur la danse et diffusée depuis 2005 sur la Rai 1 en Italie. L'émission est adaptée d'un format britannique, Strictly Come Dancing.
Elle peut être comparée avec Dancing with the Stars (États-Unis) ou encore Danse avec les stars (France).

## Concept
Une dizaine de couples formés d'une personnalité et d'un danseur professionnel s'affrontent. Un couple est éliminé chaque semaine jusqu'à la finale.
Des personnalités célèbres sont également invitées certaines semaines à partir de la saison 4, avec le rôle de commentateurs, comme Sara Di Vaira (it), Rossella Erra (en), Fabrizio Frizzi et Bruno Vespa.

## Participants

### Présentation
| Noms           | Saisons | Saisons | Saisons | Saisons | Saisons | Saisons | Saisons | Saisons | Saisons | Saisons | Saisons | Saisons | Saisons | Saisons | Saisons | Saisons | Saisons | Saisons |
| Noms           | 1       | 2       | 3       | 4       | 5       | 6       | 7       | 8       | 9       | 10      | 11      | 12      | 13      | 14      | 15      | 16      | 17      | 18      |
| -------------- | ------- | ------- | ------- | ------- | ------- | ------- | ------- | ------- | ------- | ------- | ------- | ------- | ------- | ------- | ------- | ------- | ------- | ------- |
| Milly Carlucci |         |         |         |         |         |         |         |         |         |         |         |         |         |         |         |         |         |         |
| Paolo Belli    |         |         |         |         |         |         |         |         |         |         |         |         |         |         |         |         |         |         |

### Jury
| Noms                | Saisons | Saisons | Saisons | Saisons | Saisons | Saisons | Saisons | Saisons | Saisons | Saisons | Saisons | Saisons | Saisons | Saisons | Saisons | Saisons | Saisons | Saisons |
| Noms                | 1       | 2       | 3       | 4       | 5       | 6       | 7       | 8       | 9       | 10      | 11      | 12      | 13      | 14      | 15      | 16      | 17      | 18      |
| ------------------- | ------- | ------- | ------- | ------- | ------- | ------- | ------- | ------- | ------- | ------- | ------- | ------- | ------- | ------- | ------- | ------- | ------- | ------- |
| Guillermo Mariotto  |         |         |         |         |         |         |         |         |         |         |         |         |         |         |         |         |         |         |
| Amanda Lear         |         |         |         |         |         |         |         |         |         |         |         |         |         |         |         |         |         |         |
| Heather Parisi      |         |         |         |         |         |         |         |         |         |         |         |         |         |         |         |         |         |         |
| Roberto Flemack     |         |         |         |         |         |         |         |         |         |         |         |         |         |         |         |         |         |         |
| Ivan Zazzaroni      |         |         |         |         |         |         |         |         |         |         |         |         |         |         |         |         |         |         |
| Espen Salberg       |         |         |         |         |         |         |         |         |         |         |         |         |         |         |         |         |         |         |
| Lina Wertmüller     |         |         |         |         |         |         |         |         |         |         |         |         |         |         |         |         |         |         |
| Lamberto Sposini    |         |         |         |         |         |         |         |         |         |         |         |         |         |         |         |         |         |         |
| Carolyn Smith       |         |         |         |         |         |         |         |         |         |         |         |         |         |         |         |         |         |         |
| Fabio Canino        |         |         |         |         |         |         |         |         |         |         |         |         |         |         |         |         |         |         |
| Rita Rusić          |         |         |         |         |         |         |         |         |         |         |         |         |         |         |         |         |         |         |
| Rafael Amargo       |         |         |         |         |         |         |         |         |         |         |         |         |         |         |         |         |         |         |
| Selvaggia Lucarelli |         |         |         |         |         |         |         |         |         |         |         |         |         |         |         |         |         |         |

### Danseurs professionnels
| Danseurs            | Nb. de saisons | Partenaires        | Partenaires         | Partenaires           | Partenaires         | Partenaires                  | Partenaires           | Partenaires          | Partenaires                                | Partenaires          | Partenaires                                                       | Partenaires     | Partenaires           | Partenaires        | Partenaires              |
| Danseurs            | Nb. de saisons | Saison 1           | Saison 2            | Saison 3              | Saison 4            | Saison 5                     | Saison 6              | Saison 7             | Saison 8                                   | Saison 9             | Saison 10                                                         | Saison 11       | Saison 12             | Saison 13          | Saison 14                |
| ------------------- | -------------- | ------------------ | ------------------- | --------------------- | ------------------- | ---------------------------- | --------------------- | -------------------- | ------------------------------------------ | -------------------- | ----------------------------------------------------------------- | --------------- | --------------------- | ------------------ | ------------------------ |
| Denise Abrate       | 1              | Igor Cassina       | —                   | —                     | —                   | —                            | —                     | —                    | —                                          | —                    | —                                                                 | —               | —                     | —                  | —                        |
| Giuseppe Albanese   | 1              | —                  | Youma Diakité       | —                     | —                   | —                            | —                     | —                    | —                                          | —                    | —                                                                 | —               | —                     | —                  | —                        |
| Marina Aleksejeva   | 1              | —                  | Mario Cipollini     | —                     | —                   | —                            | —                     | —                    | —                                          | —                    | —                                                                 | —               | —                     | —                  | —                        |
| Lucia Annese        | 1              | —                  | —                   | Rudy Smaila           | —                   | —                            | —                     | —                    | —                                          | —                    | —                                                                 | —               | —                     | —                  | —                        |
| Valeriia Belozerova | 1              | —                  | —                   | —                     | —                   | —                            | —                     | —                    | —                                          | —                    | —                                                                 | Daniel Nilsson  | —                     | —                  | —                        |
| Ornella Boccafoschi | 3              | —                  | —                   | —                     | —                   | —                            | —                     | —                    | —                                          | —                    | —                                                                 | Enrico Papi     | Fausto Leali          | —                  | Antonio Razzi            |
| Vera Bondareva      | 1              | —                  | —                   | —                     | —                   | —                            | —                     | —                    | —                                          | Federico Costantini  | —                                                                 | —               | —                     | —                  | —                        |
| Benedetto Capraro   | 1              | —                  | —                   | —                     | Catherine Spaak     | —                            | —                     | —                    | —                                          | —                    | —                                                                 | —               | —                     | —                  | —                        |
| Lucio Cocchi        | 1              | Carla Paneca       | —                   | —                     | —                   | —                            | —                     | —                    | —                                          | —                    | —                                                                 | —               | —                     | —                  | —                        |
| Elena Coniglio      | 3              | —                  | —                   | Tiberio Timperi       | —                   | —                            | —                     | —                    | —                                          | Massimo Boldi        | Giorgio Albertazzi                                                | —               | —                     | —                  | —                        |
| Chuck Danza         | 1              | —                  | —                   | —                     | —                   | Corinne Cléry                | —                     | —                    | —                                          | —                    | —                                                                 | —               | —                     | —                  | —                        |
| Annalisa Di Filippo | 1              | —                  | —                   | —                     | Riccardo Sardonè    | —                            | —                     | —                    | —                                          | —                    | —                                                                 | —               | —                     | —                  | —                        |
| Stefano Di Filippo  | 4              | —                  | —                   | —                     | Anna Falchi         | —                            | Margherita Granbassi  | Vittoria Belvedere   | Anna Tatangelo                             | —                    | —                                                                 | —               | —                     | —                  | —                        |
| Simone Di Pasquale  | 13             | Hoara Borselli     | Alessandra Canale   | Eva Grimaldi          | —                   | Metis Di Meo                 | Barbara De Rossi      | Madalina Ghenea      | Lucrezia Lante Della Rovere                | Lea T                | Katherine Kelly Lang                                              | Rita Pavone     | Anna Galiena          | Nathalie Guetta    | Milena Vukotic           |
| Sara Di Vaira       | 8              | —                  | —                   | —                     | —                   | Maurizio Aiello              | Ronn Moss             | —                    | Marco Delvecchio                           | Gigi Mastrangelo     | Andrew Howe                                                       | —               | Martín Castrogiovanni | Massimiliano Morra | Lasse Matberg            |
| Maria Ermachkova    | 1              | —                  | —                   | —                     | —                   | —                            | —                     | —                    | —                                          | —                    | —                                                                 | Pierre Cosso    | —                     | —                  | —                        |
| Marta Faiola        | 1              | —                  | —                   | —                     | Michael Reale       | —                            | —                     | —                    | —                                          | —                    | —                                                                 | —               | —                     | —                  | —                        |
| Vincenza Farnese    | 1              | —                  | Marco Mazzocchi     | —                     | —                   | —                            | —                     | —                    | —                                          | —                    | —                                                                 | —               | —                     | —                  | —                        |
| Luca Favilla        | 2              | —                  | —                   | —                     | —                   | —                            | —                     | —                    | —                                          | —                    | —                                                                 | —               | —                     | Cristina Ich       | Manuela Arcuri           |
| Manuel Favilla      | 1              | —                  | —                   | Sofia Bruscoli        | —                   | —                            | —                     | —                    | —                                          | —                    | —                                                                 | —               | —                     | —                  | —                        |
| Maykel Fonts        | 4              | —                  | —                   | —                     | —                   | —                            | —                     | —                    | —                                          | Veronika Logan       | Giorgia Surina                                                    | Asia Argento    | Giuliana De Sio       | —                  | —                        |
| Mia Gabusi          | 1              | —                  | —                   | —                     | —                   | —                            | —                     | —                    | —                                          | —                    | —                                                                 | —               | —                     | —                  | Marco Leonardi           |
| Umberto Gaudino     | 2              | —                  | —                   | Martina Pinto         | —                   | —                            | —                     | Sara Santostasi      | —                                          | —                    | —                                                                 | —               | —                     | —                  | —                        |
| Giada Giacomoni     | 1              | —                  | —                   | Antonio Cupo          | —                   | —                            | —                     | —                    | —                                          | —                    | —                                                                 | —               | —                     | —                  | —                        |
| Tinna Hoffman       | 2              | —                  | —                   | Sean Kanan            | —                   | —                            | Stefano Pantano       | —                    | —                                          | —                    | —                                                                 | —               | —                     | —                  | —                        |
| Roberto Imperatori  | 3              | —                  | —                   | —                     | —                   | Emanuela Aureli              | Maria Concetta Mattei | —                    | —                                          | Alessandra Barzaghi  | —                                                                 | —               | —                     | —                  | —                        |
| Agnese Junkure      | 2              | —                  | —                   | —                     | —                   | —                            | —                     | Christian Panucci    | —                                          | Jesus Luz            | —                                                                 | —               | —                     | —                  | —                        |
| Ola Karieva         | 3              | —                  | —                   | —                     | Giovanni Muciaccia  | Andrea Montovoli             | —                     | Bruno Cabrerizo      | —                                          | —                    | —                                                                 | —               | —                     | —                  | —                        |
| Hanna Karttunen     | 1              | —                  | —                   | —                     | —                   | —                            | —                     | —                    | —                                          | —                    | —                                                                 | —               | —                     | Don Diamont        | —                        |
| Veera Kinnunen      | 6              | —                  | —                   | —                     | —                   | —                            | —                     | —                    | —                                          | Amaurys Pérez        | Joe Maska                                                         | Luca Sguazzini  | Oney Tapia            | Akash Kumar        | Pablo Osvaldo            |
| Anastasia Kuzmina   | 5              | —                  | —                   | —                     | —                   | —                            | —                     | —                    | Andrés Gil                                 | —                    | Tony Colombo                                                      | —               | Fabio Basile          | Francisco Porcella | Angelo Russo             |
| Lucrezia Lando      | 2              | —                  | —                   | —                     | —                   | —                            | —                     | —                    | —                                          | —                    | —                                                                 | —               | —                     | Giaro Giarratana   | Kevin & Jonathan Sampaio |
| Serena Lecca        | 1              | —                  | —                   | —                     | Massimo Lopez       | —                            | —                     | —                    | —                                          | —                    | —                                                                 | —               | —                     | —                  | —                        |
| Annalisa Longo      | 1              | —                  | —                   | —                     | —                   | —                            | —                     | Alessandro Di Pietro | —                                          | —                    | —                                                                 | —               | —                     | —                  | —                        |
| Angelo Madonia      | 1              | —                  | —                   | Pamela Camassa        | —                   | —                            | —                     | —                    | —                                          | —                    | —                                                                 | —               | —                     | —                  | —                        |
| Natalja Maidiuk     | 1              | —                  | —                   | —                     | —                   | —                            | —                     | —                    | Stefano Campagna Thomas Degasperi (invité) | —                    | —                                                                 | —               | —                     | —                  | —                        |
| Sante Mandolini     | 1              | —                  | —                   | —                     | Elisa Silvestrin    | —                            | —                     | —                    | —                                          | —                    | —                                                                 | —               | —                     | —                  | —                        |
| Sara Mardegan       | 1              | —                  | —                   | —                     | —                   | —                            | —                     | —                    | —                                          | —                    | —                                                                 | Lando Buzzanca  | —                     | —                  | —                        |
| Alessandra Mason    | 2              | —                  | —                   | —                     | —                   | Alessio Di Clemente          | Stefano Masciolini    | —                    | —                                          | —                    | —                                                                 | —               | —                     | —                  | —                        |
| Vicky Martin        | 4              | —                  | —                   | —                     | Gabriele Cirilli    | Andrea Roncato               | Maurizio Battista     | Paolo Rossi          | —                                          | —                    | —                                                                 | —               | —                     | —                  | —                        |
| Yulia Musikhina     | 2              | —                  | —                   | —                     | —                   | —                            | —                     | Kaspar Capparoni     | Gianni Rivera                              | —                    | —                                                                 | —               | —                     | —                  | —                        |
| Erelle Niane        | 1              | —                  | —                   | —                     | —                   | —                            | —                     | —                    | —                                          | —                    | Vincent Candela                                                   | —               | —                     | —                  | —                        |
| Claudia Nicolussi   | 1              | —                  | Fabio Fulco         | —                     | —                   | —                            | —                     | —                    | —                                          | —                    | —                                                                 | —               | —                     | —                  | —                        |
| Marcello Nuzio      | 2              | —                  | —                   | —                     | —                   | —                            | —                     | —                    | —                                          | —                    | —                                                                 | —               | Alba Parietti         | Stefania Rocca     | —                        |
| Stefano Oradei      | 6              | —                  | —                   | —                     | —                   | —                            | —                     | —                    | —                                          | Francesca Testasecca | Marisa Laurito                                                    | Nicole Orlando  | Anna La Rosa          | Gessica Notaro     | Sœur Cristina Scuccia    |
| Dima Pakhomov       | 2              | —                  | —                   | —                     | —                   | Licia Nunez                  | Benedetta Valanzano   | —                    | —                                          | —                    | —                                                                 | —               | —                     | —                  | —                        |
| Angela Panico       | 1              | —                  | Diego Maradona      | —                     | —                   | —                            | —                     | —                    | —                                          | —                    | —                                                                 | —               | —                     | —                  | —                        |
| Ilario Parise       | 1              | Anna Maria Barbera | —                   | —                     | —                   | —                            | —                     | —                    | —                                          | —                    | —                                                                 | —               | —                     | —                  | —                        |
| Samuel Peron        | 13             | —                  | Loredana Cannata    | Chiara Boni           | Maria Elena Vandone | Valentina Vezzali            | Cecilia Capriotti     | Barbara Capponi      | Claudia Andreatti                          | Anna Oxa             | Dayane Mello                                                      | Margareth Madè  | Martina Stella        | Eleonora Giorgi    | Marzia Roncacci          |
| Andrea Placidi      | 2              | Paola Ferrari      | —                   | Orietta Berti         | —                   | —                            | —                     | —                    | —                                          | —                    | —                                                                 | —               | —                     | —                  | —                        |
| Emanuele Ricci      | 1              | —                  | Syusy Blady         | —                     | —                   | —                            | —                     | —                    | —                                          | —                    | —                                                                 | —               | —                     | —                  | —                        |
| Mauro Rossi         | 1              | —                  | —                   | —                     | Irene Pivetti       | —                            | —                     | —                    | —                                          | —                    | —                                                                 | —               | —                     | —                  | —                        |
| Hildegard Salvatore | 1              | —                  | —                   | Rodolfo Laganà        | —                   | —                            | —                     | —                    | —                                          | —                    | —                                                                 | —               | —                     | —                  | —                        |
| Sergio Sampaoli     | 1              | —                  | Francesca Reggiani  | —                     | —                   | —                            | —                     | —                    | —                                          | —                    | —                                                                 | —               | —                     | —                  | —                        |
| Nuria Santalucia    | 1              | —                  | —                   | —                     | —                   | —                            | —                     | Povia                | —                                          | —                    | —                                                                 | —               | —                     | —                  | —                        |
| Mirko Sciolan       | 1              | —                  | —                   | —                     | —                   | —                            | —                     | —                    | Ariadna Romero                             | —                    | —                                                                 | —               | —                     | —                  | —                        |
| Natalia Titova      | 8              | Francesco Salvi    | Vincenzo Peluso     | Massimiliano Rosolino | Ivan Zazzaroni      | Emmanuel-Philibert de Savoie | Lorenzo Crespi        | —                    | Bobo Vieri                                 | Lorenzo Flaherty     | Roberto Cammarelle (semaines 5 à 8) Teo Teocoli (semaines 1 et 2) | —               | —                     | —                  | —                        |
| Samanta Togni       | 12             | Fabrizio Frizzi    | —                   | Biagio Izzo           | —                   | Stefano Bettarini            | Raz Degan             | Gedeon Burkhard      | Alex Belli                                 | Roberto Farnesi      | Giulio Berruti                                                    | Iago García     | Antonio Palmese       | Amedeo Minghi      | Enrico Lo Verso          |
| Raimondo Todaro     | 13             | —                  | Cristina Chiabotto  | Fiona May             | Licia Colò          | Carol Alt                    | Veronica Olivier      | Alessia Filippi      | Ría Antoníou                               | Elisa Di Francisca   | Giusy Versace                                                     | Platinette      | Kseniya Belousova     | Giovanni Ciacci    | Nunzia De Girolamo       |
| Alessandra Tripoli  | 5              | —                  | —                   | —                     | —                   | —                            | —                     | —                    | —                                          | —                    | Enzo Miccio                                                       | Salvo Sottile   | Simone Montedoro      | Cesare Bocci       | Ettore Bassi             |
| Ekaterina Vaganova  | 4              | —                  | —                   | —                     | —                   | —                            | —                     | —                    | Sergio Assisi                              | —                    | Valerio Aspromonte                                                | Michele Morrone | Christopher Leoni     | —                  | —                        |
| Valentina Vincenzi  | 1              | Gianni Ippoliti    | —                   | —                     | —                   | —                            | —                     | —                    | —                                          | —                    | —                                                                 | —               | —                     | —                  | —                        |
| Francesca Vispi     | 1              | —                  | Stefano Masciarelli | —                     | —                   | —                            | —                     | —                    | —                                          | —                    | —                                                                 | —               | —                     | —                  | —                        |

## Saisons, candidats et palmarès
| Saison | Nombre de stars | Nombre d'épisodes | Date du lancement | Date de la finale | Places d'honneur                              | Places d'honneur                       | Places d'honneur                                                       |
| ------ | --------------- | ----------------- | ----------------- | ----------------- | --------------------------------------------- | -------------------------------------- | ---------------------------------------------------------------------- |
| Saison | Nombre de stars | Nombre d'épisodes | Date du lancement | Date de la finale | Vainqueur                                     | Deuxième place                         | Troisième place                                                        |
| 1      | 8               | 8                 | 8 janvier 2005    | 26 février 2005   | Hoara Borselli & Simone Di Pasquale           | Francesco Salvi & Natalia Titova       | Gianni Ippoliti & Valentina Vincenzi                                   |
| 2      | 11              | 11                | 17 septembre 2005 | 7 janvier 2006    | Cristina Chiabotto & Raimondo Todaro          | Loredana Cannata & Samuel Peron        | Vincenzo Peluso & Natalia Titova                                       |
| 3      | 11              | 13                | 16 septembre 2006 | 7 janvier 2007    | Fiona May & Raimondo Todaro                   | Pamela Camassa & Angel Madonia         | Antonio Cupo & Giada Giacomoni                                         |
| 4      | 12              | 13                | 29 septembre 2007 | 24 novembre 2007  | Maria Elena Vandone & Samuel Peron            | Anna Falchi & Stefano Di Filippo       | Ivan Zazzaroni & Natalia Titova                                        |
| 5      | 12              | 10                | 10 janvier 2009   | 21 mars 2009      | Emmanuel-Philibert de Savoie & Natalia Titova | Andrea Montovoli & Ola Karieva         | Alessio Di Clemente & Alessandra Mason                                 |
| 6      | 12              | 10                | 9 janvier 2010    | 20 mars 2010      | Veronica Olivier & Raimondo Todaro            | Ronn Moss & Sara Di Vaira              | Barbara De Rossi & Simone Di Pasquale                                  |
| 7      | 12              | 10                | 26 février 2011   | 30 avril 2011     | Kaspar Capparoni & Yulia Musikhina            | Sara Santostasi & Umberto Gaudino      | Vittoria Belvedere & Stefano Di Filippo, Bruno Cabrerizo & Ola Karieva |
| 8      | 12              | 10                | 7 janvier 2012    | 17 mars 2012      | Andrés Gil & Anastasia Kuzmina                | Marco Delvecchio & Sara Di Vaira       | Anna Tatangelo & Stefano Di Filippo, Ria Antōniou & Raimondo Todaro    |
| 9      | 13              | 10                | 5 octobre 2013    | 7 décembre 2013   | Elisa Di Francisca & Raimondo Todaro          | Amaurys Pérez & Veera Kinnunen         | Francesca Testasecca & Stefano Oradei                                  |
| 10     | 13              | 10                | 4 octobre 2014    | 6 décembre 2014   | Giusy Versace & Raimondo Todaro               | Andrew Howe & Sara Di Vaira            | Giulio Berruti & Samanta Togni, Giorgia Surina & Maykel Fonts          |
| 11     | 13              | 10                | 20 février 2016   | 23 avril 2016     | Iago García & Samanta Togni                   | Michele Morrone & Ekaterina Vaganova   | Rita Pavone & Simone Di Pasquale, Luca Sguazzini & Veera Kinnunen      |
| 12     | 13              | 10                | 25 février 2017   | 29 avril 2017     | Oney Tapia & Veera Kinnunen                   | Fabio Basile & Anastasia Kuzmina       | Xenya & Raimondo Todaro, Martina Stella & Samuel Peron                 |
| 13     | 13              | 10                | 10 mars 2018      | 19 mai 2018       | Cesare Bocci & Alessandra Tripoli             | Francisco Porcella & Anastasia Kuzmina | Giaro Giarratana & Lucrezia Lando, Gessica Notaro & Stefano Oradei     |
| 14     | 13              | 10                | 30 mars 2019      | 31 mai 2019       | Lasse Matberg & Sara Di Vaira                 | Ettore Bassi & Alessandra Tripoli      | Milena Vukotic & Simone Di Pasquale, Dani Osvaldo & Veera Kinnunen     |
| 15     | 13              | 10                | 19 septembre 2020 | 21 novembre 2020  | Gilles Rocca & Lucrezia Lando                 | Paolo Conticini & Veera Kinnunen       | Alessandra Mussolini & Maykel Fonts                                    |
| 16     | 13              | 10                | 16 octobre 2021   | 18 décembre 2021  | Arisa & Vito Coppola                          | Bianca Gascoigne & Simone Di Pasquale  | Sabrina Salerno & Samuel Peron, Morgan & Alessandra Tripoli            |
| 17     | 13              | 11                | 8 octobre 2022    | 23 décembre 2022  | Luisella Costamagna & Pasquale La Rocca       | Alessandro Egger & Tove Villför        | Ema Stokholma & Angelo Madonia                                         |
| 18     | 12              | 10                | 21 octobre 2023   | 23 décembre 2023  | Wanda Nara & Pasquale La Rocca                | Simona Ventura & Samuel Peron          | Teo Mammucari & Anastasia Kuzmina, Lorenzo Tano & Lucrezia Lando       |

### Première édition (2005)

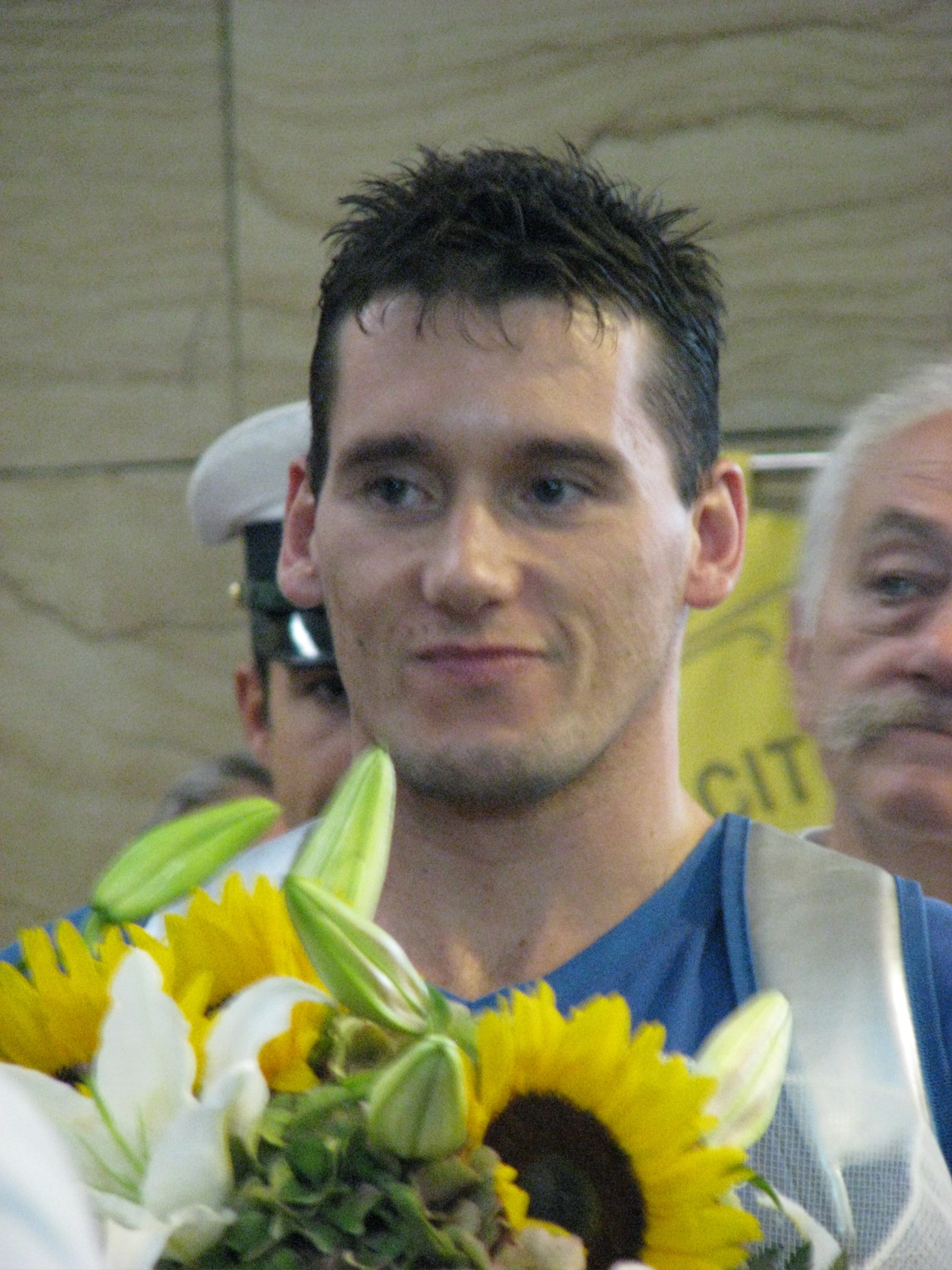
Igor Cassina candidat de la saison 1

La 1re édition a été diffusée entre les 8 janvier 2005 et 26 février 2005.
| Candidats          | Occupation                                       | Partenaire         | Départ | Classement |
| ------------------ | ------------------------------------------------ | ------------------ | ------ | ---------- |
| Hoara Borselli     | Actrice, showgirl et présentatrice de télévision | Simone Di Pasquale | NC     | Vainqueur  |
| Francesco Salvi    | Acteur                                           | Natalia Titova     | NC     | Deuxième   |
| Gianni Ippoliti    | Acteur et animateur de télévision                | Valentina Vincenzi | NC     | Troisième  |
| Igor Cassina       | Ancien gymnaste                                  | Denise Abrate      | NC     | Éliminé    |
| Fabrizio Frizzi    | Animateur de télévision                          | Samanta Togni      | NC     | Éliminé    |
| Anna Maria Barbera | Actrice et humoriste                             | Ilario Parise      | NC     | Éliminée   |
| Paola Ferrari      | Journaliste et présentatrice de télévision       | Andrea Placidi     | NC     | Éliminée   |
| Carla Paneca       | Mannequin et actrice                             | Lucio Cocchi       | NC     | Éliminée   |

### Deuxième édition (2005-06)

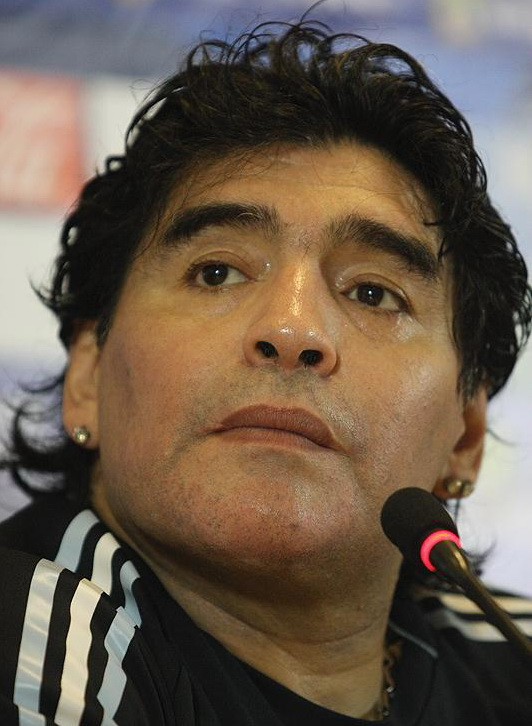
Diego Maradona candidat de la saison 2

La 2e édition a été diffusée entre les 17 septembre 2005 et 6 janvier 2006.
| Candidats           | Occupation                                         | Partenaire         | Départ     | Classement |
| ------------------- | -------------------------------------------------- | ------------------ | ---------- | ---------- |
| Cristina Chiabotto  | Mannequin, showgirl et présentatrice de télévision | Raimondo Todaro    | Semaine 10 | Vainqueur  |
| Loredana Cannata    | Actrice                                            | Samuel Peron       | Semaine 10 | Deuxième   |
| Vincenzo Peluso     | Acteur et metteur en scène                         | Natalia Titova     | Semaine 10 | Troisième  |
| Fabio Fulco         | Acteur                                             | Claudia Nicolussi  | Semaine 10 | Éliminé    |
| Stefano Masciarelli | Acteur                                             | Francesca Vispi    | Semaine 10 | Éliminé    |
| Youma Diakité       | Mannequin et actrice                               | Giuseppe Albanese  | Semaine 9  | Éliminée   |
| Alessandra Canale   | Actrice et présentatrice de télévision             | Simone Di Pasquale | Semaine 6  | Éliminée   |
| Mario Cipollini     | Ancien cycliste                                    | Marina Aleksejeva  | Semaine 5  | Éliminé    |
| Diego Maradona      | Ancien footballeur                                 | Angela Panico      | Semaine 3  | Abandon    |
| Syusy Blady         | Présentatrice de télévision et comédienne          | Emanuele Ricci     | Semaine 3  | Éliminée   |
| Marco Mazzocchi     | Journaliste et présentateur de télévision          | Vincenza Farnese   | Semaine 3  | Éliminé    |
| Francesca Reggiani  | Actrice et humoriste                               | Sergio Sampaoli    | Semaine 1  | Éliminée   |

- Youma participera en 2019 à la saison 14 de L'isola dei famosi.

### Troisième édition (2006-07)
La 3e édition a été diffusée entre les 16 septembre 2006 et 6 janvier 2007.

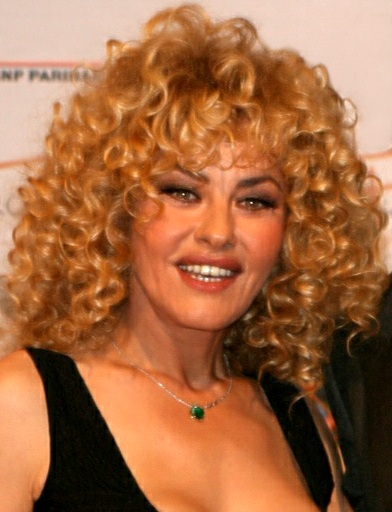
Eva Grimaldi candidate de la saison 3

| Candidats             | Occupation                              | Partenaire          | Départ     | Classement |
| --------------------- | --------------------------------------- | ------------------- | ---------- | ---------- |
| Fiona May             | Ancienne athlète                        | Raimondo Todaro     | Semaine 11 | Vainqueur  |
| Pamela Camassa        | Show girl et actrice                    | Angelo Madonia      | Semaine 11 | Deuxième   |
| Antonio Cupo          | Acteur                                  | Giada Giacomoni     | Semaine 11 | Troisième  |
| Martina Pinto         | Actrice                                 | Umberto Gaudino     | Semaine 11 | Éliminée   |
| Massimiliano Rosolino | Nageur                                  | Natalia Titova      | Semaine 11 | Éliminé    |
| Eva Grimaldi          | Actrice dont Les Anges gardiens         | Simone Di Pasquale  | Semaine 9  | Éliminée   |
| Biagio Izzo           | Acteur                                  | Samanta Togni       | Semaine 8  | Éliminé    |
| Sean Kanan            | Acteur dont Amour, Gloire et Beauté     | Tinna Hoffman       | Semaine 6  | Abandon    |
| Tiberio Timperi       | Journaliste                             | Elena Coniglio      | Semaine 5  | Éliminé    |
| Sofia Bruscoli        | Mannequin et showgirl                   | Manuel Favilla      | Semaine 4  | Éliminée   |
| Orietta Berti         | Chanteuse                               | Andrea Placidi      | Semaine 3  | Éliminée   |
| Chiara Boni           | Styliste et présentatrice de télévision | Samuel Peron        | Semaine 2  | Éliminée   |
| Rodolfo Laganà        | Acteur                                  | Hildegard Salvatore | Semaine 2  | Éliminé    |
| Rudy Smaila           | Acteur et peintre                       | Lucia Annese        | Semaine 1  | Éliminé    |

### Quatrième édition (2007)
La 4e édition a été diffusée entre les 28 septembre 2007 et 23 novembre 2007.

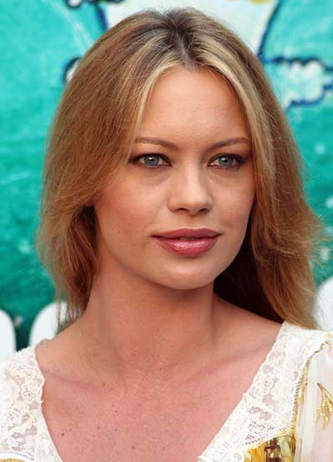
Anna Falchi finaliste de la saison 4

| Candidats           | Occupation                     | Partenaire          | Départ    | Classement |
| ------------------- | ------------------------------ | ------------------- | --------- | ---------- |
| Maria Elena Vandone | Actrice                        | Samuel Peron        | Semaine 9 | Vainqueur  |
| Anna Falchi         | Actrice                        | Stefano di Filippo  | Semaine 9 | Deuxième   |
| Ivan Zazzaroni      | Journaliste                    | Natalia Titova      | Semaine 9 | Troisième  |
| Gabriele Cirilli    | Acteur, humoriste et animateur | Vicky Martin        | Semaine 9 | Quatrième  |
| Irene Pivetti       | Journaliste et femme politique | Mauro Rossi         | Semaine 9 | Cinquième  |
| Licia Colò          | Animatrice TV                  | Raimondo Todaro     | Semaine 7 | Éliminée   |
| Riccardo Sardonè    | Acteur et réalisateur          | Annalisa di Filippo | Semaine 6 | Éliminé    |
| Massimo Lopez       | Acteur et doubleur             | Serena Lecca        | Semaine 5 | Éliminé    |
| Elsa Silvestrin     | Animatrice                     | Sante Mandolini     | Semaine 4 | Éliminée   |
| Catherine Spaak     | Actrice française              | Benedetto Capraro   | Semaine 3 | Éliminée   |
| Giovanni Muciaccia  | Animateur de télévision        | Ola Karieva         | Semaine 2 | Éliminé    |
| Michael Reale       | Acteur                         | Marta Faiola        | Semaine 1 | Éliminé    |

Invités
- Naomi Campbell
- Ronn Moss
- Katherine Kelly Lang
- Eleonora Abbagnato

### Cinquième édition (2009)

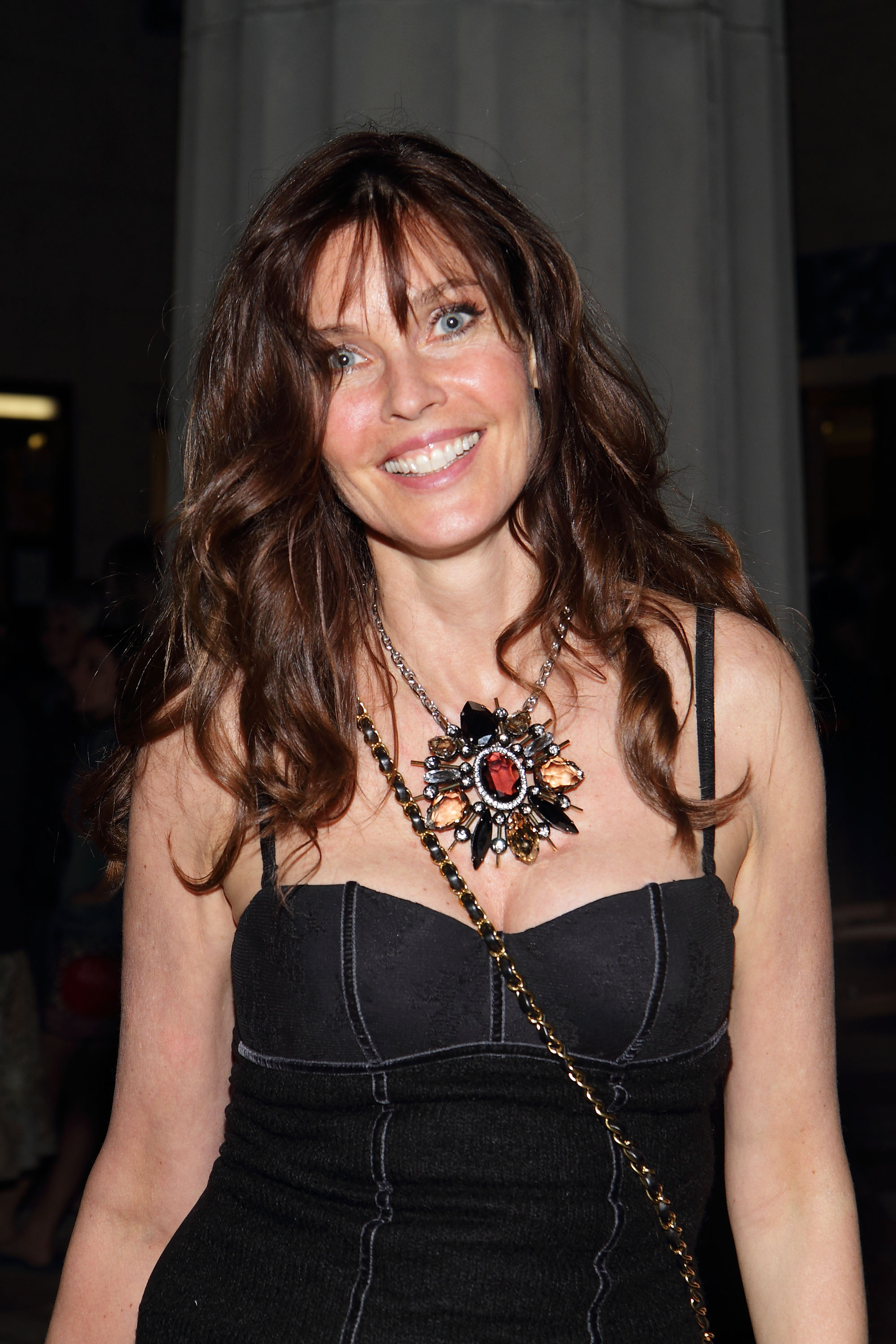
Carol Alt candidate de la saison 5

La 5e édition a été diffusée entre les 10 janvier 2009 et 21 mars 2009.
| Candidats                    | Occupation                      | Partenaire         | Départ     | Classement |
| ---------------------------- | ------------------------------- | ------------------ | ---------- | ---------- |
| Emmanuel-Philibert de Savoie | Prince héritier d'Italie        | Natalia Titova     | Semaine 10 | Vainqueur  |
| Andrea Montovoli             | Acteur                          | Ola Karieva        | Semaine 10 | Deuxième   |
| Alessio di Clemente          | Acteur                          | Alessandra Mason   | Semaine 10 | Troisième  |
| Stefano Bettarini            | Ancien footballeur              | Samanta Togni      | Semaine 10 | Quatrième  |
| Emanuela Aureli              | Actrice et imitatrice           | Roberto Imperatori | Semaine 10 | Cinquième  |
| Maurizio Aiello              | Acteur                          | Sara di Vaira      | Semaine 9  | Éliminé    |
| Valentina Vezzali            | Escrimeuse                      | Samuel Peron       | Semaine 7  | Éliminée   |
| Metis di Meo                 | Actrice et animatrice télé      | Simone di Pasquale | Semaine 5  | Éliminée   |
| Carol Alt                    | Actrice et mannequin américaine | Raimondo Todaro    | Semaine 4  | Éliminée   |
| Licia Nunez                  | Actrice                         | Dima Pakhomov      | Semaine 3  | Éliminée   |
| Andrea Roncato               | Acteur et humoriste             | Vicky Martin       | Semaine 2  | Éliminé    |
| Corinne Cléry                | Actrice française               | Chuck Danza        | Semaine 1  | Éliminée   |

- Carol a participé en 2008 à The Celebrity Apprentice
- Corinne participera en 2017 à Grande Fratello VIP 2.

Invités
- Vittorio Sgarbi
- Flavio Insinna
- Gigi D'Alessio
- Gianni Rivera
- Arrigo Sacchi

### Sixième édition (2010)
La 6e édition a été diffusée entre les 26 février 2010 et 30 avril 2010.
| Candidats             | Occupation                                    | Partenaire         | Départ     | Classement |
| --------------------- | --------------------------------------------- | ------------------ | ---------- | ---------- |
| Veronica Olivier      | Actrice et mannequin                          | Raimondo Todaro    | Semaine 10 | Vainqueur  |
| Ronn Moss             | Acteur américain dont Amour, Gloire et Beauté | Sara di Vaira      | Semaine 10 | Deuxième   |
| Barbara De Rossi      | Actrice dont L'Orchestre rouge                | Simone di Pasquale | Semaine 10 | Troisième  |
| Benedetta Valanzano   | Actrice et chanteuse                          | Dima Pakhomov      | Semaine 10 | Quatrième  |
| Stefano Masciolini    | Acteur                                        | Alessandra Mason   | Semaine 10 | Cinquième  |
| Raz Degan             | Acteur et mannequin israélien                 | Samanta Togni      | Semaine 10 | Abandon    |
| Margherita Granbassi  | Escrimeuse                                    | Stefano di Filippo | Semaine 7  | Éliminée   |
| Lorenzo Crespi        | Acteur                                        | Natalia Titova     | Semaine 7  | Abandon    |
| Cecilia Capriotti     | Actrice                                       | Samuel Peron       | Semaine 5  | Éliminée   |
| Maria Concetta Mattei | Animatrice et journaliste                     | Roberto Impertori  | Semaine 4  | Éliminée   |
| Stefano Pantano       | Escrimeur                                     | Tinna Hoffman      | Semaine 2  | Éliminé    |
| Maurizio Battista     | Humoriste                                     | Vicky Martin       | Semaine 1  | Éliminé    |

Invités
- Carl Lewis
- Federica Pellegrini
- Maurizio Costanzo

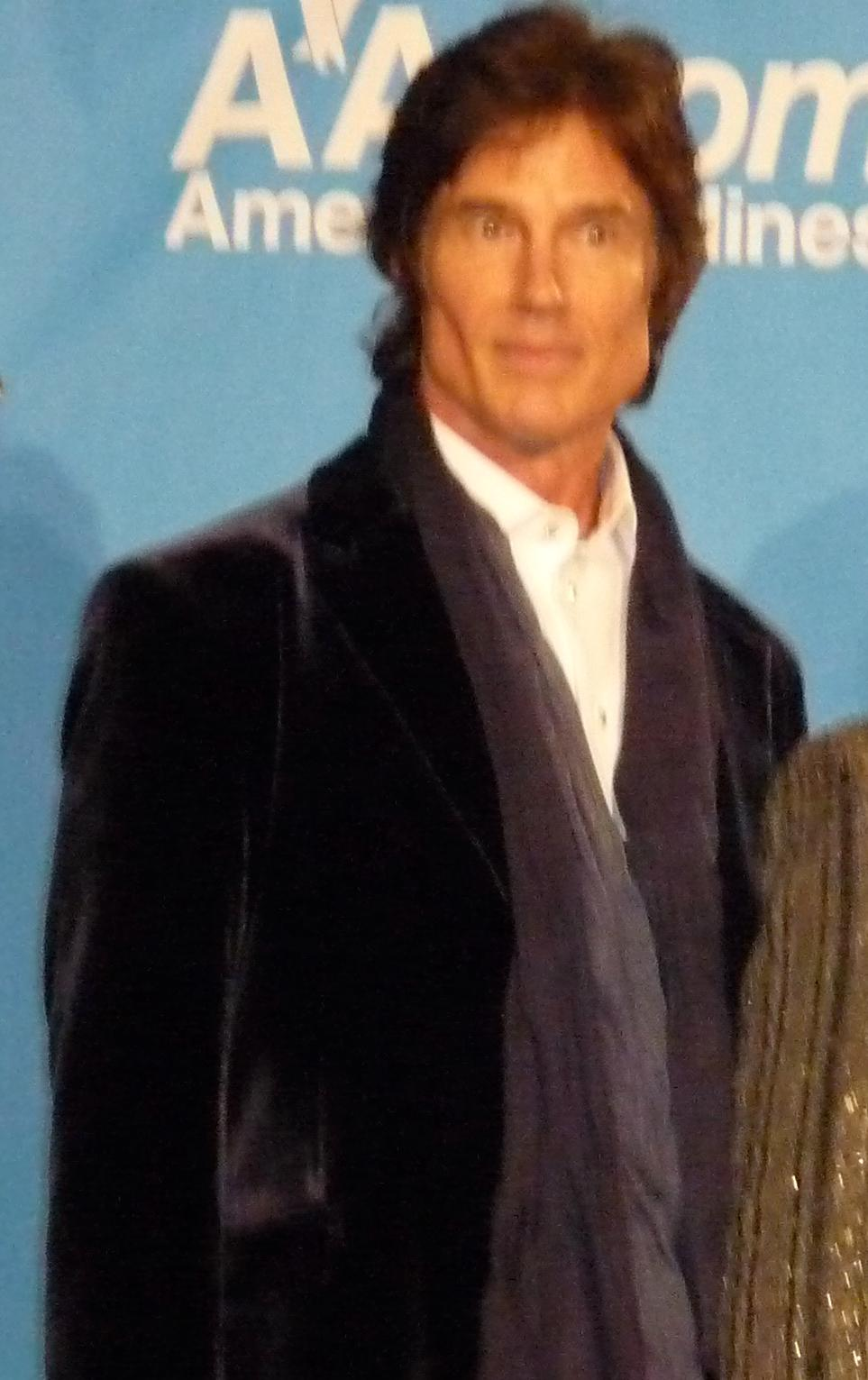
Ron Moss finaliste de la saison 6

- Mike Tyson (sera candidat en 2011 à la version argentine)
- Clotilde Courau
- Giuseppe Fiorello
- Valerio Scanu
- Emmanuel-Philibert de Savoie
- Massimiliano Rosolino
- Hoara Borselli
- Gianni Ippoliti
- Alessio di Clemente
- Andrea Montovoli

### Septième édition (2011)
La 7e édition a été diffusée entre les 5 octobre 2011 et 7 décembre 2011.

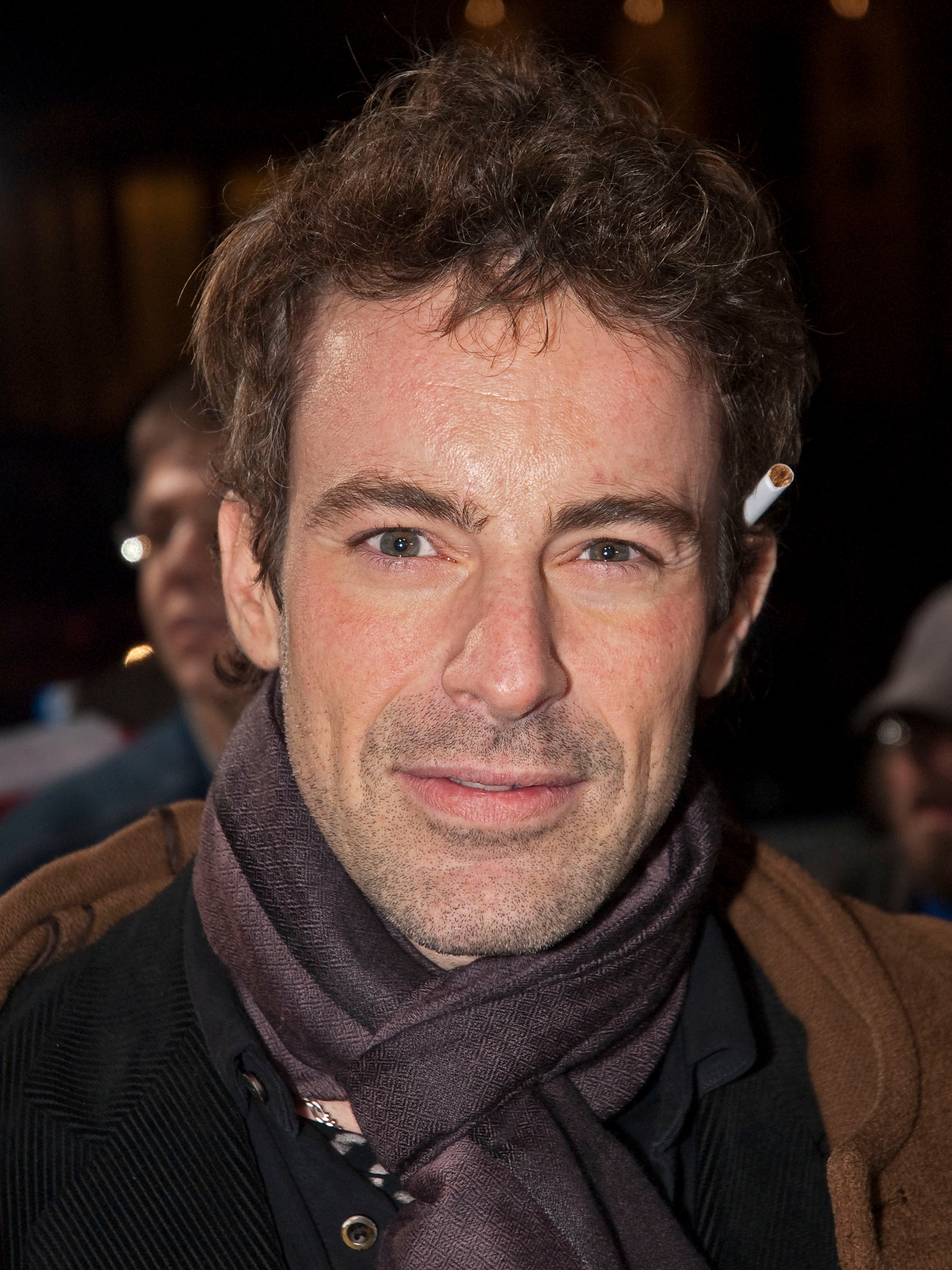
Gedeon Burkhard candidat de la saison 7

| Candidats            | Occupation                    | Partenaire         | Départ     | Classement |
| -------------------- | ----------------------------- | ------------------ | ---------- | ---------- |
| Kaspar Capparoni     | Acteur                        | Yulia Musikhina    | Semaine 10 | Vainqueur  |
| Sara Santostasi      | Actrice                       | Umberto Gaudino    | Semaine 10 | Deuxième   |
| Bruno Cabrerizo      | Mannequin brésilien           | Ola Karieva        | Semaine 10 | Troisième  |
| Vittoria Belvedere   | Actrice                       | Stefano di Filippo | Semaine 10 | Troisième  |
| Christian Panucci    | Ancien footballeur            | Agnese Junkure     | Semaine 10 | Quatrième  |
| Gedeon Burkhard      | Acteur allemand               | Samanta Togni      | Semaine 10 | Cinquième  |
| Barbara Capponi      | Journaliste TV                | Samuel Peron       | Semaine 9  | Éliminée   |
| Paolo Rossi          | Ancien footballeur            | Vicky Martin       | Semaine 8  | Éliminé    |
| Mădălina Ghenea      | Actrice et mannequin roumaine | Simone di Pasquale | Semaine 8  | Éliminée   |
| Povia                | Chanteur                      | Nuria Santalucia   | Semaine 8  | Éliminée   |
| Alessia Filippi      | Nageuse                       | Raimondo Todaro    | Semaine 8  | Éliminée   |
| Alessandro di Pietro | Journaliste et animateur TV   | Annalisa Longo     | Semaine 8  | Éliminé    |

Invités
- Roberto Vecchioni
- Bo Derek
- Michele Placido
- Emma Marrone
- Giulio Scarpati
- Margot Sikabonyi
- Bruno Conti
- Enrico Montesano
- Alessandra Amoroso
- Massimo Ghini

### Huitième édition (2012)
La 8e édition a été diffusée entre les 7 janvier 2012 et 17 mars 2012.
| Candidats                   | Occupation               | Partenaire         | Départ     | Classement |
| --------------------------- | ------------------------ | ------------------ | ---------- | ---------- |
| Andrés Gil                  | Acteur argentin          | Anastasia Kuzmina  | Semaine 10 | Vainqueur  |
| Marco Delvecchio            | Ancien footballeur       | Sara di Vaira      | Semaine 10 | Deuxième   |
| Anna Tatangelo              | Chanteuse                | Stefano di Filippo | Semaine 10 | Troisième  |
| Ría Antoníou                | Mannequin grecque        | Raimondo Todaro    | Semaine 10 | Troisième  |
| Bobo Vieri                  | Ancien footballeur       | Natalia Titova     | Semaine 10 | Cinquième  |
| Lucrezia Lante della Rovere | Actrice                  | Simone di Pasquale | Semaine 10 | Sixième    |
| Sergio Assisi               | Acteur                   | Ekaterina Vaganova | Semaine 9  | Éliminé    |
| Thomas Degasperi            | Champion de ski nautique | Natalja Maidiuk    | Semaine 8  | Éliminée   |
| Alex Belli                  | Acteur et mannequin      | Samanta Togni      | Semaine 8  | Éliminé    |
| Ariadna Romero              | Actrice cubaine          | Mirko Sciolan      | Semaine 8  | Éliminée   |
| Claudia Andreatti           | Animatrice TV            | Samuel Peron       | Semaine 8  | Éliminée   |
| Gianni Rivera               | Ancien footballeur       | Yulia Musikhina    | Semaine 8  | Éliminé    |
| Stefano Campagna            | Journaliste              | Natalja Maidiuk    | Semaine 6  | Abandon    |

- Ariadna participera en 2019 à la 14e saison de L'isola dei famosi.

Invités
- Oscar Pistorius
- Giancarlo Fisichella
- Laura Natalia Esquivel
- Stefania Sandrelli
- Fabio De Luigi
- Claudia Gerini
- Max Giusti
- Nino Frassica
- Gigi D'Alessio
- Loredana Bertè
- Emma Marrone

### Neuvième édition (2013)
La 9e édition a été diffusée entre les 5 octobre 2013 et 7 décembre 2013.
- Jesus Luz est l'ancien compagnon de la chanteuse Madonna. Au même moment en France, un autre de ces anciens compagnons, Brahim Zaibat, participe à la saison 4 de la version locale.

| Candidats            | Occupation                           | Partenaire         | Départ     | Classement |
| -------------------- | ------------------------------------ | ------------------ | ---------- | ---------- |
| Elisa Di Francisca   | Escrimeuse                           | Raimondo Todaro    | Semaine 10 | Vainqueur  |
| Amaurys Pérez        | Joueur de water-polo                 | Veera Kinnunen     | Semaine 10 | Deuxième   |
| Francesca Testasecca | Mannequin                            | Stefano Oradei     | Semaine 10 | Troisième  |
| Roberto Farnesi      | Acteur                               | Samanta Togni      | Semaine 10 | Quatrième  |
| Lea T                | Mannequin trans brésilienne          | Simone di Pasquale | Semaine 10 | Quatrième  |
| Lorenzo Flaherty     | Acteur                               | Natalia Titova     | Semaine 10 | Quatrième  |
| Gigi Mastrangelo     | Ancien volleyeur                     | Sara di Vaira      | Semaine 9  | Éliminé    |
| Veronika Logan       | Actrice                              | Maykel Fonts       | Semaine 8  | Éliminée   |
| Jesus Luz            | Mannequin brésilien et ex de Madonna | Agense Junkure     | Semaine 8  | Éliminé    |
| Federico Costantini  | Acteur                               | Vera Bondareva     | Semaine 8  | Éliminé    |
| Massimo Boldi        | Acteur                               | Elena Coniglio     | Semaine 8  | Éliminé    |
| Alessandra Barzaghi  | Actrice et animatrice TV             | Roberto Imperatori | Semaine 8  | Éliminé    |
| Anna Oxa             | Chanteuse                            | Samuel Peron       | Semaine 6  | Abandon    |

- Jesus participera en 2017 à la deuxième saison de Dancing Brasil.
- Lorenzo participera en 2017 à la deuxième saison de Grande Fratello VIP.

Invités
- Victoria Silvstedt
- Manuela Arcuri
- Rafael Amargo
- Aldo Montano
- Filippo Magnini
- Andrea Bocelli
- Giorgio Pasotti
- Martina Stella
- Mirco Bergamasco
- Fabio Quagliarella
- Roberto Cammarelle
- Clemente Russo
- Flavio Insinna
- Lillo e Greg
- Luca Bizzarri e Paolo Kessisoglu (Luca e Paolo)

### Dixième édition (2014)
La 10e édition a été diffusé entre les 4 octobre 2014 et 6 décembre 2014.
| Candidat             | Occupation                          | Partenaire         | Arrivée   | Départ     | Classement |
| -------------------- | ----------------------------------- | ------------------ | --------- | ---------- | ---------- |
| Giusy Versace        | Athlète paralympique                | Raimondo Todaro    | Semaine 1 | Semaine 10 | Vainqueur  |
| Andrew Howe          | Athlète                             | Sara Di Vaira      | Semaine 1 | Semaine 10 | Deuxième   |
| Giulio Berruti       | Acteur                              | Samantha Togni     | Semaine 1 | Semaine 10 | Troisième  |
| Giorgia Surina       | Actrice et animatrice de télévision | Maykel Fonts       | Semaine 1 | Semaine 10 | Troisième  |
| Valerio Aspromonte   | Escrimeur                           | Ekaterina Vaganova | Semaine 1 | Semaine 10 | Quatrième  |
| Dayane Mello         | Mannequin                           | Samuel Peron       | Semaine 1 | Semaine 9  | Cinquième  |
| Enzo Miccio          | Animateur de télévision             | Alessandra Tripoli | Semaine 1 | Semaine 9  | Abandon    |
| Joe Maska            | Acteur en art martial               | Veera Kinnunen     | Semaine 1 | Semaine 8  | Éliminé    |
| Roberto Cammarelle   | Boxeur                              | Natalia Titiva     | Semaine 5 | Semaine 8  | Éliminé    |
| Tony Colombo         | Chanteur                            | Anastacia Kuzmina  | Semaine 4 | Semaine 8  | Éliminé    |
| Marisa Laurito       | Actrice, showgirl et chanteuse      | Stefano Oradei     | Semaine 1 | Semaine 8  | Éliminée   |
| Katherine Kelly Lang | Actrice américaine                  | Simone Di Pasquale | Semaine 1 | Semaine 8  | Éliminée   |
| Vincent Candela      | Ancien footballeur français         | Erelle Niane       | Semaine 1 | Semaine 8  | Éliminé    |
| Teo Teocoli          | Acteur comique                      | Natalia Titova     | Semaine 1 | Semaine 3  | Abandon    |
| Giorgio Albertazzi   | Acteur                              | Elena Coniglio     | Semaine 1 | Semaine 3  | Abandon    |

- Katherine participera en 2019 à la 5e saison de la version australienne d'I'm a Celebrity… Get Me Out of Here!.

Invités
- Martina Stoessel
- Simona Ventura
- Rocco Hunt
- Claudio Bisio
- Pietro Sermonti
- Massimiliano Bruno
- Anna Foglietta
- Paola Minaccioni
- Kelly Palacios
- Gigi D'Alessio
- Diego Dominguez
- Rocco Papaleo
- Arisa
- Romina Power
- Il Volo
- Valeria Marini
- Lillo e Greg
- Ambra Angiolini

### Onzième édition (2016)
La 11e saison s'est déroulé entre le 20 février et le 23 avril 2016.

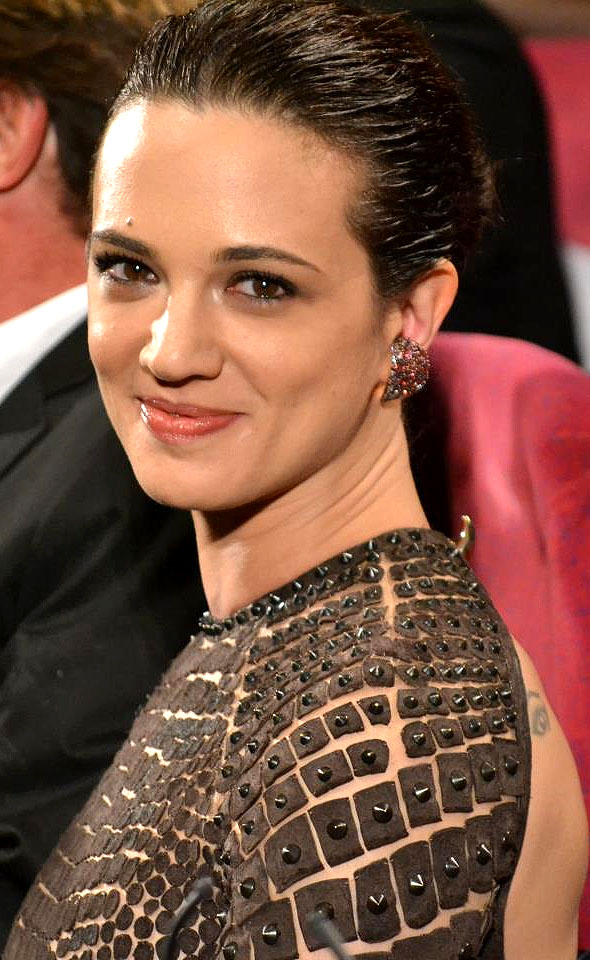
Asia Argento candidate de la saison 11

En 2020, Michele Morrone est révélé au monde entier avec son rôle dans le film polonais Netflix 365 jours.
| Candidat        | Occupation                                      | Partenaire          | Départ     | Classement |
| --------------- | ----------------------------------------------- | ------------------- | ---------- | ---------- |
| Iago García     | Acteur                                          | Samanta Togni       | Semaine 10 | Vainqueur  |
| Michele Morrone | Acteur                                          | Ekaterina Vaganova  | Semaine 10 | Deuxième   |
| Rita Pavone     | Chanteuse                                       | Simone Di Pasquale  | Semaine 10 | Troisième  |
| Luca Sguazzini  | Mannequin                                       | Veera Kinnunen      | Semaine 10 | Troisième  |
| Daniel Nilsson  | Mannequin                                       | Valeria Belozerova  | Semaine 10 | Cinquième  |
| Nicole Orlando  | Athlète                                         | Stefano Oradei      | Semaine 10 | Cinquième  |
| Platinette      | Personnalité de télévision et chanteur travesti | Raimondo Todaro     | Semaine 9  | Éliminée   |
| Asia Argento    | Comédienne et réalisatrice                      | Maykel Fonts        | Semaine 8  | Éliminée   |
| Margareth Madè  | Actrice et mannequin                            | Samuel Peron        | Semaine 8  | Éliminée   |
| Salvo Sottile   | Animateur de télévision                         | Alessandra Tripoli  | Semaine 8  | Éliminé    |
| Enrico Papi     | Animateur de télévision                         | Ornella Boccafoschi | Semaine 8  | Éliminé    |
| Pierre Cosso    | Acteur français (La Boum 2)                     | Maria Ermachkova    | Semaine 8  | Éliminé    |
| Lando Buzzanca  | Acteur                                          | Sara Mardegan       | Semaine 8  | Éliminé    |

Invités
- Christophe Lambert

### Douzième édition (2017)
| Candidat              | Occupation                                     | Partenaire          | Départ     | Classement |
| --------------------- | ---------------------------------------------- | ------------------- | ---------- | ---------- |
| Oney Tapia            | Athlète paralympique                           | Veera Kinnunen      | Semaine 10 | Vainqueur  |
| Fabio Basile          | Champion Olympique de judo                     | Anastasia Kuzmina   | Semaine 10 | Deuxième   |
| Kseniya Belousova     | Mannequin                                      | Raimondo Todaro     | Semaine 10 | Troisième  |
| Martina Stella        | Actrice                                        | Samuel Peron        | Semaine 10 | Troisième  |
| Antonio Palmese       | Acteur                                         | Samanta Togni       | Semaine 10 | Cinquième  |
| Simone Montedoro      | Acteur                                         | Alessandra Tripoli  | Semaine 10 | Cinquième  |
| Alba Parietti         | Chanteuse, actrice et animatrice de télévision | Marcello Nuzio      | Semaine 9  | Éliminée   |
| Giuliana De Sio       | Actrice                                        | Maykel Fonts        | Semaine 9  | Éliminée   |
| Martín Castrogiovanni | Joueur de rugby                                | Sara Di Vaira       | Semaine 8  | Éliminé    |
| Christopher Leoni     | Acteur et mannequin                            | Ekaterina Vaganova  | Semaine 8  | Éliminé    |
| Fausto Leali          | Chanteur                                       | Ornella Boccafoschi | Semaine 8  | Éliminé    |
| Anna Galiena          | Actrice ayant été jurée à la Berlinale 2003    | Simone Di Pasquale  | Semaine 8  | Éliminée   |
| Anna La Rosa          | Journaliste                                    | Stefano Oradei      | Semaine 8  | Éliminée   |

Invités
- Roberto Mancini
- Franco Nero
- Vanessa Redgrave
- Zico
- Claudio Gentile

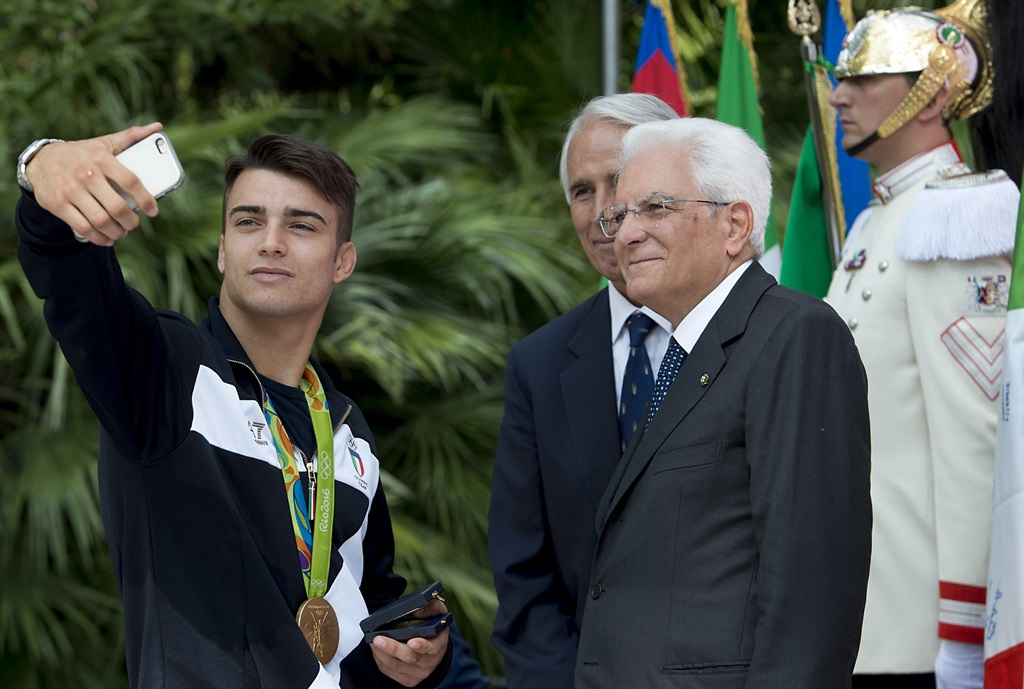
Fabio Basile (avec Sergio Mattarella, le Président de la République italienne), finaliste de la saison 12.

- Nastassja Kinski (elle a été candidate de la version allemande)
- Marla Maples, ex-femme de Donald Trump (elle a été candidate de la version américaine)
- Gérard Depardieu

### Treizième édition (2018)

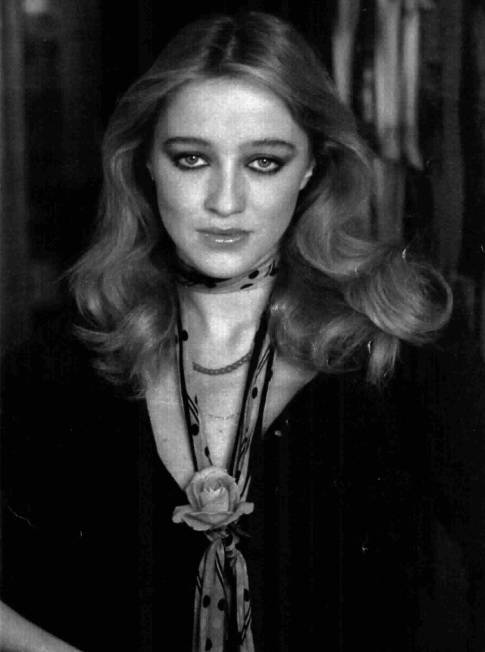
Eleonora Giorgi (ici en 1975), candidate de la saison 13.

Cette saison est diffusée du 10 mars 2018 au 19 mai 2018.
- Gessica Notaro, candidate lors de l'élection de Miss Italie 2007, a été agressé à l'acide sur le visage en janvier 2007[3],[4].
- Le styliste Giovanni Ciacci a pour partenaire un danseur du même sexe. C'est une première dans l'émission. Il y a quelques années c'est dans la version israélienne que deux femmes avaient participé. Lors de la deuxième semaine un juré a refusé de noter la prestation de Ciacci[5].
- Le 5 mai 2018, Ivana Trump, Ryan Reynolds et Josh Brolin sont invités sur le plateau[6].

| Candidat           | Occupation                                                                      | Partenaire         | Départ     | Classement |
| ------------------ | ------------------------------------------------------------------------------- | ------------------ | ---------- | ---------- |
| Cesare Bocci       | Acteur                                                                          | Alessandra Tripoli | Semaine 10 | Vainqueur  |
| Francisco Porcella | Surfeur                                                                         | Anastasia Kuzmina  | Semaine 10 | Deuxième   |
| Giaro Giarratana   | Mannequin                                                                       | Lucrezia Lando     | Semaine 10 | Troisième  |
| Gessica Notaro     | Miss Émilie-Romagne 2007                                                        | Stefano Oradei     | Semaine 10 | Troisième  |
| Giovanni Ciacci    | Styliste                                                                        | Raimondo Todaro    | Semaine 10 | Cinquième  |
| Nathalie Guetta    | Actrice française jouant dans Un sacré détective                                | Simone Di Pasquale | Semaine 10 | Cinquième  |
| Akash Kumar        | Acteur                                                                          | Veera Kinnunen     | Semaine 9  | Éliminé    |
| Massimiliano Morra | Acteur                                                                          | Sara Di Vaira      | Semaine 9  | Éliminé    |
| Amedeo Minghi      | Compositeur (dont La Caverne de la rose d'or) et chanteur                       | Samanta Togni      | Semaine 8  | Éliminé    |
| Cristina Ich       | Mannequin                                                                       | Luca Favilla       | Semaine 8  | Éliminée   |
| Eleonora Giorgi    | Actrice, réalisatrice et scénariste                                             | Samuel Peron       | Semaine 8  | Éliminée   |
| Stefania Rocca     | Comédienne                                                                      | Marcello Nuzio     | Semaine 8  | Éliminée   |
| Don Diamont        | Acteur américain dont les séries Amour, Gloire et Beauté et Les Feux de l'amour | Hanna Karttunen    | Semaine 8  | Éliminé    |

- Eleonora participera plus tard dans la même année à la 3e saison de Grande Fratello VIP, au côté de Fabio de la saison 11.

Invités
- Anastacia (elle a été candidate de la version anglaise)
- Raoul Bova
- Al Bano
- Romina Power
- Terence Hill
- Sœur Cristina Scuccia
- Ivana Trump[7]
- Ryan Reynolds[8]
- Josh Brolin[9]
- Gina Lollobrigida

### Quatorzième édition (2019)

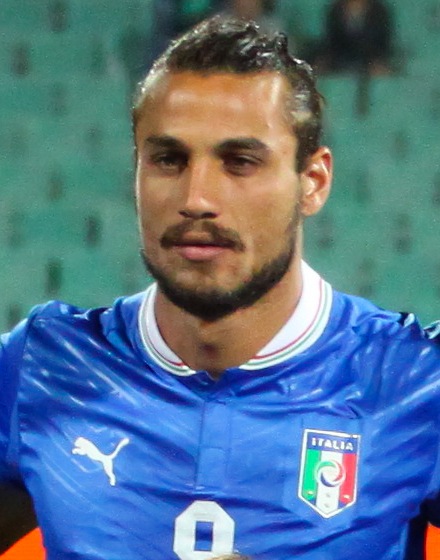
Pablo Daniel Osvaldo, finaliste de la saison 14.

Cette saison est diffusée du 30 mars 2019 au 31 mai 2019.
En raison des règles religieuses qui l'empêchent de danser en couple, Sœur Cristina Scuccia sera accompagnée de deux danseuses (Giulia Antonelli et Jessica De Bona) en soutien du chorégraphe Stefano Oradei.
Le 18 mai 2019, l'émission n'a pas lieu à la suite de la finale du 64e Concours Eurovision de la chanson. Le candidat italien Mahmood termine à la 2e place avec sa chanson Soldi. C'est pour cette raison que les ½ ont lieu les 24 et 25 mai 2019.
En septembre 2019, Lasse est invité sur la 15e saison suédoise, Skal vi danse.
| Candidat                  | Occupation                                                          | Partenaire                                          | Départ     | Classement |
| ------------------------- | ------------------------------------------------------------------- | --------------------------------------------------- | ---------- | ---------- |
| Lasse Matberg             | Lieutenant de la marine royale norvégienne et influenceur Instagram | Sara Di Vaira                                       | Semaine 10 | Vainqueur  |
| Ettore Bassi              | Acteur dont anciennement Rex, chien flic                            | Alessandra Tripoli                                  | Semaine 10 | Deuxième   |
| Milena Vukotic            | Comédienne (Une famille formidable) ayant reçu un Ruban d'argent    | Simone Di Pasquale                                  | Semaine 10 | Troisième  |
| Pablo "Dani" Osvaldo      | Ancien footballeur                                                  | Veera Kinnunen                                      | Semaine 10 | Troisième  |
| Nunzia De Girolamo        | Ancienne politicienne, journaliste                                  | Raimondo Todaro                                     | Semaine 10 | Cinquième  |
| Angelo Russo              | Acteur dont Commissaire Montalbano                                  | Anastasia Kuzmina                                   | Semaine 10 | Cinquième  |
| Enrico Lo Verso           | Acteur dont Les Misérables, Embrasse-moi Pasqualino ! et Hannibal   | Samantha Togni                                      | Semaine 9  | Éliminé    |
| Sœur Cristina Scuccia     | Religieuse, chanteuse et personnalité médiatique                    | Stefano Oradei, Giulia Antonelli et Jessica De Bona | Semaine 9  | Éliminée   |
| Manuela Arcuri            | Actrice, mannequin et personnalité médiatique                       | Luca Favilla                                        | Semaine 7  | Éliminée   |
| Marzia Roncacci           | Journaliste                                                         | Samuel Peron                                        | Semaine 7  | Éliminée   |
| Antonio Razzi             | Politicien                                                          | Ornella Boccafoschi                                 | Semaine 7  | Éliminé    |
| Marco Leonardi            | Youtubeur né en 2001                                                | Mia Gabusi                                          | Semaine 7  | Éliminé    |
| Kevin et Jonathan Sampaio | Jumeaux mannequins et influenceurs                                  | Lucrezia Lando                                      | Semaine 7  | Éliminés   |

- Cristina a remporté en 2014 la 2e saison de The Voice of Italy, et en 2018 est venue danser, en invitée vedette, dans la 13e saison de Ballando con le stelle.
- Milena est la deuxième actrice de la série Une famille formidable à participer au programme, après Catherine Spaak dans la saison 4.
- Ettore est le troisième acteur de la série Rex, chien flic à participer au programme, après Gedeon Burkhard et Kaspar Capparoni dans la saison 7.

Invités
- Gabriel Batistuta et sa femme Irina Fernández
- Mara Venier
- Joe Bastianich
- Il Volo (groupe de musique)
- Alessandro Del Piero
- Francesca Piccinini
- Elisa Isoardi
- Nino Frassica
- Carlo Conti
- Maria De Filippi

### Quinzième édition (2020)
La 15e saison a été retardé a cause de la Pandémie de Covid-19 en Italie. Sa diffusion est donc du 12 septembre 2020 au 14 novembre 2020.
- Le danseur Samuel Peron étant positif au Covid-19, il est remplacé par Tinna Hoffmann avant le début de l'aventure. Il avait comme partenaire Rosalinda Celentano.
- Pour des raisons de santé le danseur Marco De Angelis est remplacé par Samuel Peron lors de la 7e semaine.
- Le danseur Maykel Fonts étant positif au Covid-19 la semaine de la finale, il est remplacé par Samuel Peron.

| Candidat                     | Occupation                                       | Partenaire                                                    | Départ définitif semaine | Classement |
| ---------------------------- | ------------------------------------------------ | ------------------------------------------------------------- | ------------------------ | ---------- |
| Gilles Rocca                 | Acteur et mannequin                              | Lucrezia Lando                                                | 10                       | Vainqueur  |
| Paolo Conticini              | Acteur                                           | Veera Kinnunen                                                | 10                       | Deuxième   |
| Alessandra Mussolini         | Politicienne et petite-fille de Benito Mussolini | Maykel Fonts (semaines 1-9) Samuel Peron (semaine 10)         | 10                       | Troisième  |
| Elisa Isoardi                | Animatrice de télévision                         | Raimondo Todaro                                               | 10                       | Quatrième  |
| Daniele Scardina             | Boxeur                                           | Anastasia Kuzmina                                             | 10                       | Quatrième  |
| Costantino della Gherardesca | Animateur de télévision                          | Sara Di Vaira                                                 | 10                       | Quatrième  |
| Tullio Solenghi              | Acteur et humoriste                              | Maria Ermachkova                                              | 10                       | Septième   |
| Vittoria Schisano            | Actrice                                          | Marco De Angelis (semaines 1-6, 8-9) Samuel Peron (semaine 7) | 9                        | Éliminée   |
| Rosalinda Celentano          | Actrice dont La Passion du Christ                | Samuel Peron (semaine 0) Tinna Hoffmann (semaines 1-6, 8-9)   | 9                        | Éliminée   |
| Lina Sastri                  | Actrice et chanteuse                             | Simone Di Pasquale                                            | 9                        | Éliminée   |
| Antonio Catalani             | Peintre et modèle                                | Tove Villfor                                                  | 9                        | Éliminée   |
| Ninetto Davoli               | Acteur                                           | Ornella Boccafoschi                                           | 9                        | Éliminée   |
| Barbara Bouchet              | Actrice américano-italienne                      | Stefano Oradei                                                | 9                        | Éliminée   |

Invités
- Massimiliano Allegri
- Ricchi e Poveri
- Marcella Bella
- Siniša Mihajlović
- Milly Carlucci (animatrice principale de l'émission)
- Bruno Vespa

### Seizième édition (2021)
La saison 16 est diffusée du 16 octobre 2021 au 18 décembre 2021.
| Candidat                | Occupation                                                        | Partenaire         | Départ définitif semaine | Classement |
| ----------------------- | ----------------------------------------------------------------- | ------------------ | ------------------------ | ---------- |
| Arisa                   | Actrice et chanteuse                                              | Vito Coppola       | 10                       | Vainqueur  |
| Bianca Gascoigne        | Personnalité de télévision britannique et fille de Paul Gascoigne | Simone Di Pasquale | 10                       | Deuxième   |
| Sabrina Salerno         | Chanteuse                                                         | Samuel Peron       | 10                       | Troisième  |
| Marco "Morgan" Castoldi | Chanteur                                                          | Alessandra Tripoli | 10                       | Troisième  |
| Valeria Fabrizi         | Actrice                                                           | Giordano Filippo   | 10                       | Cinquième  |
| Federico Fashion Style  | Personnalité médiatique                                           | Anastasia Kuzmina  | 10                       | Cinquième  |
| Alvise Rigo             | Mannequin                                                         | Tove Villför       | 9                        | Éliminé    |
| Andrea Iannone          | Pilote de vitesse moto                                            | Lucrezia Lando     | 8                        | Éliminé    |
| Memo Remigi             | Auteur-compositeur-interprète                                     | Maria Ermachkova   | 7                        | Éliminé    |
| Mietta                  | Chanteuse                                                         | Maykel Fonts       | 5                        | Éliminée   |
| Fabio Galante           | Ancien joueur de football                                         | Giada Lini         | 4                        | Éliminé    |
| Al Bano                 | Chanteur                                                          | Oxana Lebedew      | 3                        | Abandon    |
| Valerio Rossi Albertini | Physicien                                                         | Sara Di Vaira      | 2                        | Éliminé    |

- Al a participé en 2005 à L'isola dei famosi 3, en 2020 à Il cantante mascherato 1, et en 2021 à Mask Singer: Adivina quién canta 1.
- Bianca a participé en 2017 à Celebrity Big Brother UK 19.

Invités
- Pippo Baudo
- Sandra Milo
- Claudia Gerini
- Paolo Calabresi
- Lino Banfi
- Monica Bellucci

### Dix-septième édition (2022)
La saison 17 est diffusée du 8 octobre 2022 au 23 décembre 2022.
| Candidat            | Occupation                                    | Partenaire         | Départ définitif semaine | Classement |
| ------------------- | --------------------------------------------- | ------------------ | ------------------------ | ---------- |
| Luisella Costamagna | Journaliste                                   | Pasquale La Rocca  | 11                       | Vainqueur  |
| Alessandro Egger    | Mannequin                                     | Tove Villför       | 11                       | Deuxième   |
| Ema Stokholma       | Animatrice de radio franco-italienne          | Angelo Madonia     | 11                       | Troisième  |
| Alex Di Giorgio     | Nageur                                        | Moreno Porcu       | 11                       | Quatrième  |
| Rosanna Banfi       | Actrice et fille de Lino Banfi                | Simone Casula      | 11                       | Quatrième  |
| Iva Zanicchi        | Chanteuse et ancienne femme politique         | Samuel Peron       | 11                       | Quatrième  |
| Gabriel Garko       | Acteur                                        | Giada Lini         | 11                       | Abandon    |
| Lorenzo Biagiarelli | Auteur                                        | Anastasia Kuzmina  | 7                        | Éliminé    |
| Enrico Montesano    | Réalisateur, scénariste, acteur et producteur | Alessandra Tripoli | 7                        | Exclue     |
| Paola Barale        | Actrice et animatrice de télévision           | Roly Maden         | 6                        | Abandon    |
| Dario Cassini       | Acteur                                        | Lucrezia Lando     | 6                        | Éliminé    |
| Giampiero Mughini   | Journaliste                                   | Veera Kinnunen     | 5                        | Éliminé    |
| Marta Flavi         | Comédienne et ex-femme de Maurizio Costanzo   | Simone Arena       | 2                        | Éliminé    |

Invités
- Simona Izzo
- Ricky Tognazzi
- Nino Frassica
- Maurizio Ferrini
- Wanda Nara
- Giovanna Ralli
- Ricchi e Poveri
- Marcell Jacobs
- Richard Cocciante

### Dix-huitième édition (2023)
La saison 18 est diffusée du 21 octobre 2023 au 23 décembre 2023.
| Candidat            | Occupation                              | Partenaire         | Départ définitif semaine | Classement |
| ------------------- | --------------------------------------- | ------------------ | ------------------------ | ---------- |
| Wanda Nara          | Agent de football et showgirl           | Pasquale La Rocca  | 10                       | Vainqueur  |
| Simona Ventura      | Animatrice de télévision                | Samuel Peron       | 10                       | Deuxième   |
| Teo Mammucari       | Animateur de télévision                 | Anastasia Kuzmina  | 10                       | Troisième  |
| Lorenzo Tano        | Mannequin et fils de Rocco Siffredi     | Lucrezia Lando     | 10                       | Troisième  |
| Rosanna Lambertucci | Animatrice de télévision et auteur      | Simone Casula      | 10                       | Quatrième  |
| Giovanni Terzi      | Journaliste                             | Giada Lini         | 10                       | Quatrième  |
| Sara Croce          | Mannequin                               | Luca Favilla       | 10                       | Quatrième  |
| Carlotta Mantovan   | Journaliste et animatrice de télévision | Moreno Porcu       | 7                        | Éliminé    |
| Antonio Caprarica   | Journaliste                             | Maria Ermachkova   | 7                        | Abandon    |
| Paola Perego        | Animatrice de télévision                | Angelo Madonia     | 6                        | Abandon    |
| Ricky Tognazzi      | Acteur, scénariste et réalisateur       | Tove Villför       | 4                        | Éliminé    |
| Lino Banfi          | Acteur                                  | Alessandra Tripoli | 4                        | Abandon    |

Invités
- Maria Chiara Giannetta
- Anna Valle
- Arisa
- Cristina D'Avena
- Anna Foglietta
- Gabriella Pession
- Bruno Vespa
- Mauro Icardi
- Cristiana Capotondi
- Alessandro Siani
- Rocco Siffredi
- Alberto Angela

### Dix-neuvième édition (2024)
La saison 19 est diffusée du 28 septembre au 21 décembre 2024.
Amanda Lear a été l'invitée spéciale lors de la 10e semaine. Elle avait jurée lors des saisons 1, 2 et 4.
| Candidat            | Occupation                                                     | Partenaire                                                               | Départ définitif semaine | Classement |
| ------------------- | -------------------------------------------------------------- | ------------------------------------------------------------------------ | ------------------------ | ---------- |
| Bianca Guaccero     | Actrice                                                        | Giovanni Pernice                                                         | Semaine 12               | Vainqueur  |
| Federica Pellegrini | Nageuse                                                        | Angelo Madonia (s. 1-8) Samuel Peron (s. 9) Pasquale La Rocca (s. 10-12) | Semaine 12               | Deuxième   |
| Federica Nargi      | Mannequin et showgirl                                          | Luca Favilla                                                             | Semaine 12               | Troisième  |
| Anna Lou Castoldi   | DJ et actrice, fille d'Asia Argento et Morgan                  | Nikita Perotti                                                           | Semaine 12               | Quatrième  |
| Tommaso Marini      | Champion d'escrime                                             | Sophia Berto                                                             | Semaine 12               | Quatrième  |
| Luca Barbareschi    | Acteur, producteur, réalisateur, scénariste et homme politique | Alessandra Tripolli                                                      | Semaine 12               | Quatrième  |
| Francesco Marini    | Acteur et humoriste                                            | Anastasija Kuz'mina                                                      | Semaine 11               | Éliminé    |
| Massimiliano Ossini | Animateur de télévision                                        | Veera Kinnunen                                                           | Semaine 10               | Éliminé    |
| Sonia Bruganelli    | Ancienne femme de Paolo Bonolis                                | Carlo Aloia                                                              | Semaine 10               | Éliminée   |
| Furkan Palali       | Acteur et mannequin                                            | Erica Martinelli                                                         | Semaine 10               | Éliminé    |
| Alan Friedman       | Journaliste et animateur de télévision                         | Giada Lini                                                               | Semaine 10               | Éliminé    |
| Nina Zilli          | Chanteuse                                                      | Pasquale La Rocca                                                        | Semaine 6                | Abandon    |
| Cugini di Campagna  | Groupe pop                                                     | Rebecca Gabrielli                                                        | Semaine 10               | Éliminés   |

Invités
- Barbara D'Urso
- Raoul Bova
- Elena Sofia Ricci
- Edwige Fenech
- Elettra Lamborghini
- Amanda Lear
- Francesca Chillemi
- Fabio Fognini[11]
- Gianluigi Buffon